# ヨルゴ・メクシ
ヨルゴ・メクシ（Jorgo Meksi 、1995年3月21日 - ）は、ギリシャ・アテネ出身のプロサッカー選手。アルバニアのスカンデルベウ所属。ポジションは、ディフェンダー（ライトバック）。